# جمال الغندور
جمال الغندور (عربی: جمال محمود الغندور؛ زادهٔ ۱۲ ژوئن ۱۹۵۷) داور بازنشستهٔ فوتبال اهل مصر است. او بیشتر به خاطر قضاوت جنجالی دیدار اسپانیا و کره جنوبی در یک‌چهارم نهایی جام جهانی ۲۰۰۲ که به برتری کره در ضربات پنالتی انجامید، شهرت دارد. در آن بازی غندور دو گل اسپانیا را به طرز مشکوکی مردود اعلام کرد. پس از این جنجال ، او به کار خود به عنوان داور پایان داد.
یکی دیگر از بازی های معروف و پراشتباه این داور بازی معروف و جنجالی ایران و عربستان در نیمه نهایی جام ملتهای آسیا 1996 بود. که عربستان با ضربات پنالتی پیروز میدان شد.